# Perigi Baru
Perigi Baru is een bestuurslaag in het regentschap Tangerang Selatan van de provincie Banten, Indonesië. Perigi Baru telt 11.214 inwoners (volkstelling 2010).